# Route nationale 300
Die Route nationale 300, kurz N 300 oder RN 300, war eine französische Nationalstraße, die bis 2005 von der Anschlussstelle 33 der Autoroute A 9 bei Poussan zum Hafengelände von Sète verlief.
2005 wurde die Nationalstraße zur D600 herabgestuft.